# Hultsfredfestival

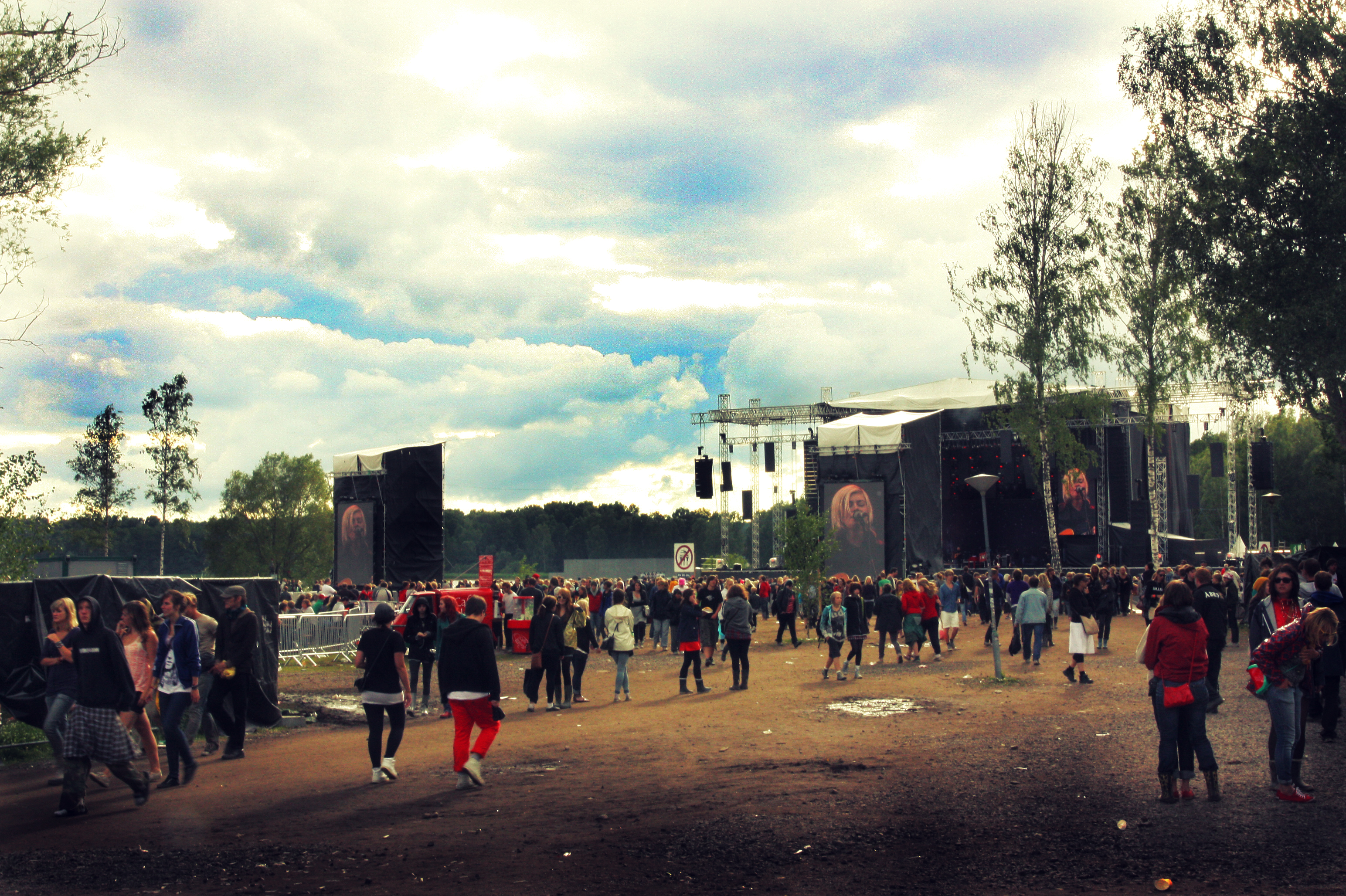
Hultsfredfestival

Das Hultsfredfestival (schwedisch: Hultsfredsfestivalen) war ein Musikfestival, das seit 1986 jedes Jahr Mitte Juni/Anfang Juli auf fünf Bühnen im Stadtpark des schwedischen Ortes Hultsfred stattfand. Das Festival wurde in den Anfangsjahren vom Unternehmen Rockparty organisiert und war in den 1990er Jahren mit über 30.000 Besuchen das größte Musikfestival Schwedens.
Die 25. Auflage des Festivals im Juli 2010 wurde eine Woche vor Beginn abgesagt und Rockparty meldete Konkurs an. Das Festival wurde daraufhin an die Agentur FKP Scorpio aus Hamburg verkauft, die das Festival erstmals im Juli 2011 veranstaltete. In dem Jahr wurden lediglich 10.500 Eintrittskarten verkauft.
Im März 2013 entschloss der Veranstalter FKP Scorpio, das Festival unter dem Motto Hultsfred goes Stockholm! im Jahr 2013 in der Gemeinde Sigtuna stattfinden zu lassen. Der Eintrittskartenverkauf war bis dahin sehr schleppend verlaufen und man erhofft sich durch die nun gegebene Nähe zu Stockholm eine Verbesserung der Eintrittskartenverkäufe. In Abstimmung mit der Gemeinde Hultsfred wurde der Name Hultsfredfestival beibehalten, es blieb jedoch nur bei dieser einen Veranstaltung. Eine Gegeninitiative unter dem Namen This is Hultsfred versuchte 2013 bis 2016, mit einer eigenen Veranstaltung Hultsfred als Austragungsort des Festivals zu bewahren. Aufgrund finanzieller Verluste wurde auch diese Reihe eingestellt.

## Künstler (Auswahl)
- 1980er Jahre: Nils Lofgren, Public Image Ltd., Erasure, Motörhead, Big Country, Van Morrison
- 1990er Jahre: Björk, Pantera, Oasis, Blur, Suede, Gary Moore, Iggy Pop, Black Sabbath, Midnight Oil
- 2000er Jahre: Limp Bizkit, The Killers, The Strokes, Marilyn Manson, 50 Cent, Rammstein, Alicia Keys
- 2010er Jahre: The Prodigy, The Cure, The xx, Justice, The Cardigans, Trentemøller, Portishead